# Bataillons de la jeunesse
Pour les articles homonymes, voir Bataillon (homonymie).
Les Bataillons de la jeunesse sont le nom donné aux groupes de jeunes communistes engagés en France dans la lutte armée contre les troupes d'occupation allemandes entre juillet 1941 et le début de l'année 1942. Ils font d'abord partie des trois organisations armées communistes, indépendantes l'une de l'autre jusqu'en novembre 1941, avec l'« Organisation spéciale », et les « groupes spéciaux » de la Main-d'œuvre immigrée (MOI). Par la suite, chacune des trois est intégrée aux Francs-tireurs et partisans (FTPF), créés en 1942 par le Parti communiste français, chapeautés par un comité militaire dirigé par Charles Tillon et placés sous la direction du Front national fondé par le PCF par un appel publié le 15 mai 1941 dans son quotidien L'Humanité en vue d'un vaste rassemblement patriotique ouvert aux non-communistes pour rallier les différentes composantes de la société française.

## Contexte
En juin 1941, le pacte germano-soviétique est rompu à la suite de l'invasion de l'URSS par les troupes hitlériennes. Le Parti communiste français (PCF), clandestin depuis sa dissolution en septembre 1939, crée une organisation nouvelle : en août 1941, il recrute des membres des jeunesses communistes pour former des groupes armés et perpétrer des attentats. Certains ont été engagés dans l'Organisation spéciale, qui regroupent déjà des jeunes, notamment dans le bassin minier du Nord-Pas-de-Calais, d'autres s'en inspirent en formant les rangs d'une nouvelle organisation, les « Bataillons de la jeunesse », terme sur lequel insistent les historiens Franck Liaigre et Roger Bourderon dans le Dictionnaire historique de la Résistance, ce qui est confirmé par Franck Liaigre.

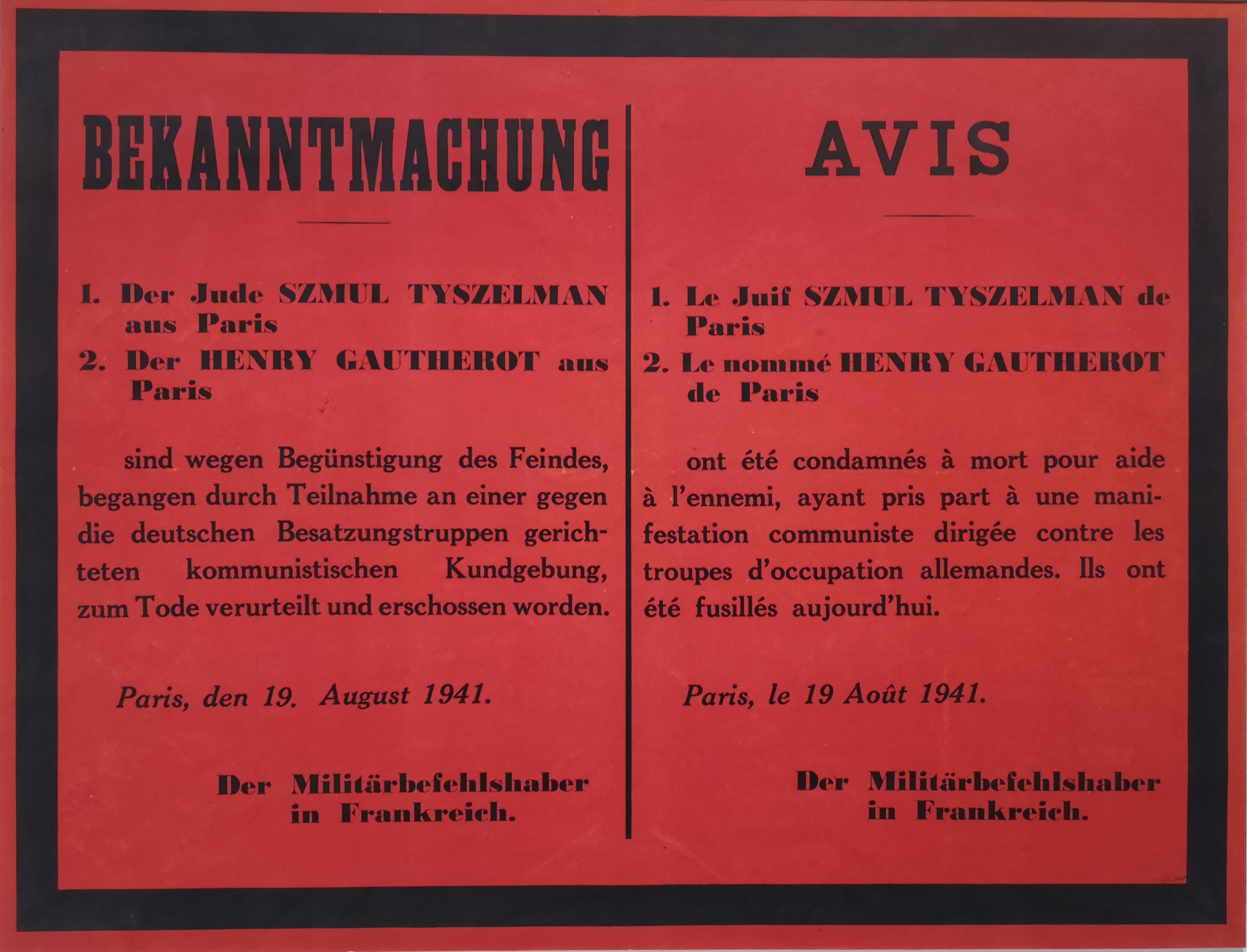
L'exécution de Samuel Tyszelman, dit « Titi » et de Gautherot va marquer tous leurs copains, jeunes communistes comme eux, qui forment à partir d'août 1941, les Bataillons de la jeunesse.

## Historique
Le 2 août 1941, Albert Ouzoulias, qui vient de s'évader d'un camp de prisonniers, est nommé chef de cette organisation naissante, sur les conseils de Danielle Casanova. Il est secondé par Pierre Georges, qui, malgré ses 22 ans, est un vétéran de la guerre d'Espagne et qui sera connu plus tard sous le nom de « Colonel Fabien », mais dont le pseudonyme est alors « Frédo ». C'est lui qui le 21 août 1941 accomplit le premier attentat reconnu contre un officier allemand, au métro Barbès, en compagnie de Gilbert Brustlein et de Bob Gueusquin.
La plupart des membres des Bataillons de la jeunesse sont très jeunes ; beaucoup ont moins de 20 ans. Ils sont essentiellement implantés en région parisienne où leurs effectifs ne dépassent pas 36 hommes. Ils sont ouvriers, lycéens ou étudiants, et, à quelques exceptions près, inexpérimentés dans le maniement des armes.
La vague d'attentats se déroule jusqu'en novembre 1941 à Paris et dans sa région, ainsi que dans plusieurs villes de province. Le 16 octobre 1941, Gilbert Brustlein est envoyé en commando à Nantes avec Marcel Bourdarias, 17 ans, et Spartaco Guisco, 30 ans. Le 20 octobre 1941, ils abattent Karl Hotz, le Feldkommandant de la Loire-Inférieure, déclenchant l'exécution par fusillade de 48 otages à Châteaubriant, Nantes et Paris. L'attentat de Nantes n'est pas revendiqué par le PCF avant 1950.
Le 3 janvier 1942, ils commettent un attentat au no 101 avenue des Champs-Élysées, siège de l'organisation La force par la joie et du Front allemand du travail.

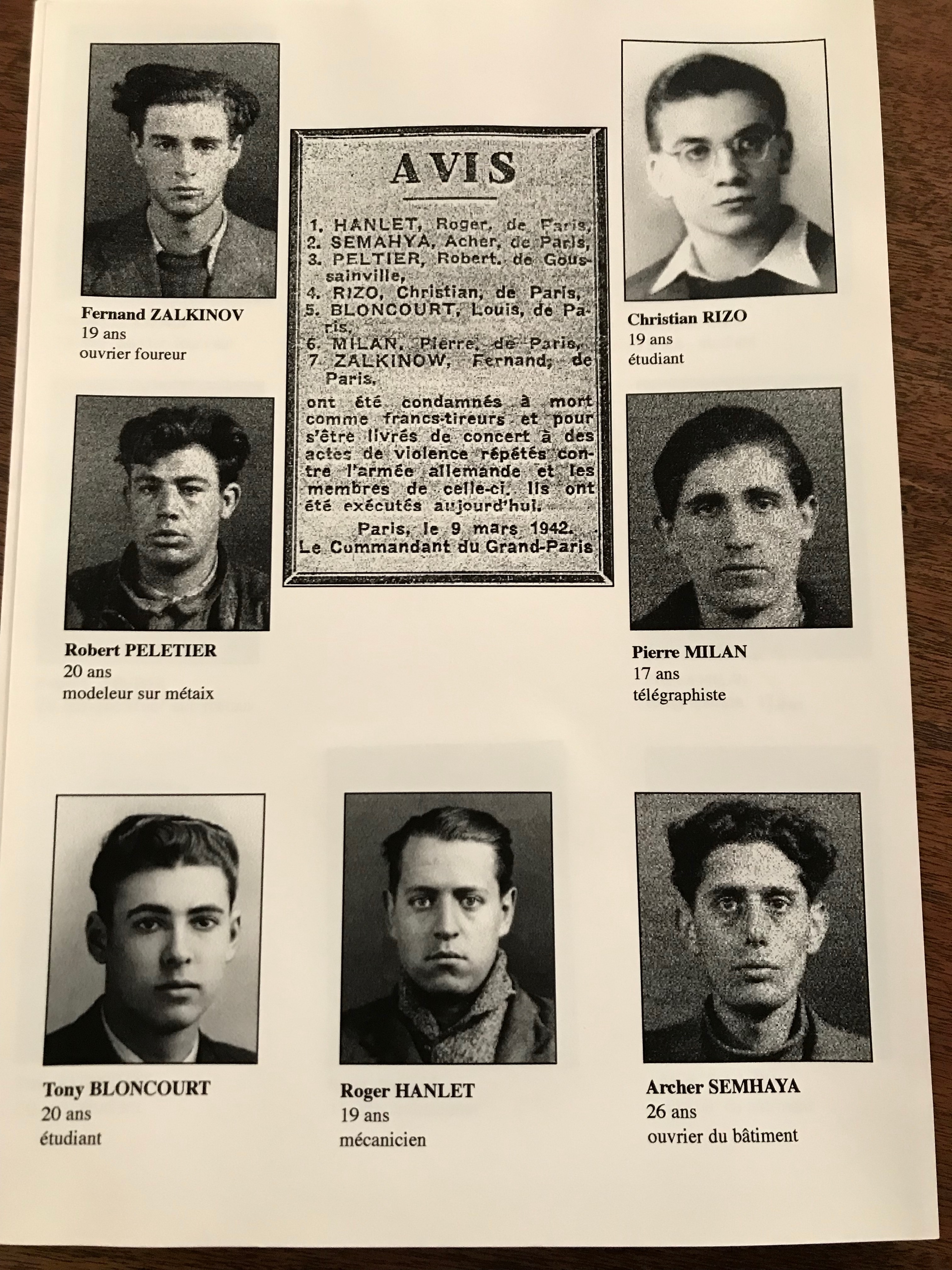
Les 7 membres des Bataillons de la jeunesse fusillés le 9 mars 1942.

Pourchassés par les policiers français des brigades spéciales, la plupart des membres des Bataillons sont arrêtés, notamment les camarades de Brustlein, domiciliés notamment dans le 11e, ainsi que Marcel Bourdarias et Spartaco Guisco. Du 4 au 6 mars 1942 comparaissent ainsi devant un tribunal militaire allemand siégeant au palais Bourbon sept jeunes communistes appartenant aux Bataillons de la jeunesse. Ils sont fusillés le 9 mars 1942 au Mont-Valérien. Vingt-cinq de leurs camarades seront à leur tour exécutés le 17 avril après un procès qui se déroule du 7 au 14 avril à la maison de la Chimie. France Bloch-Sérazin, compagne de Frédo Sérazin, artificière des attentats organisés à partir d'août 1941, arrêtée le 16 mai 1942 par les brigades spéciales de la police de Vichy, est livrée aux nazis, déportée en Allemagne et décapitée.

## Noms de certains membres
- André Aubouet, 8 janvier 1923 - 17 avril 1942
- Georges Bernard - 28 octobre 1921 - 27 octobre 1942
- Marcel Bertone, 9 octobre 1920 - 17 avril 1942
- Tony Bloncourt, 25 février 1921 - 9 mars 1942

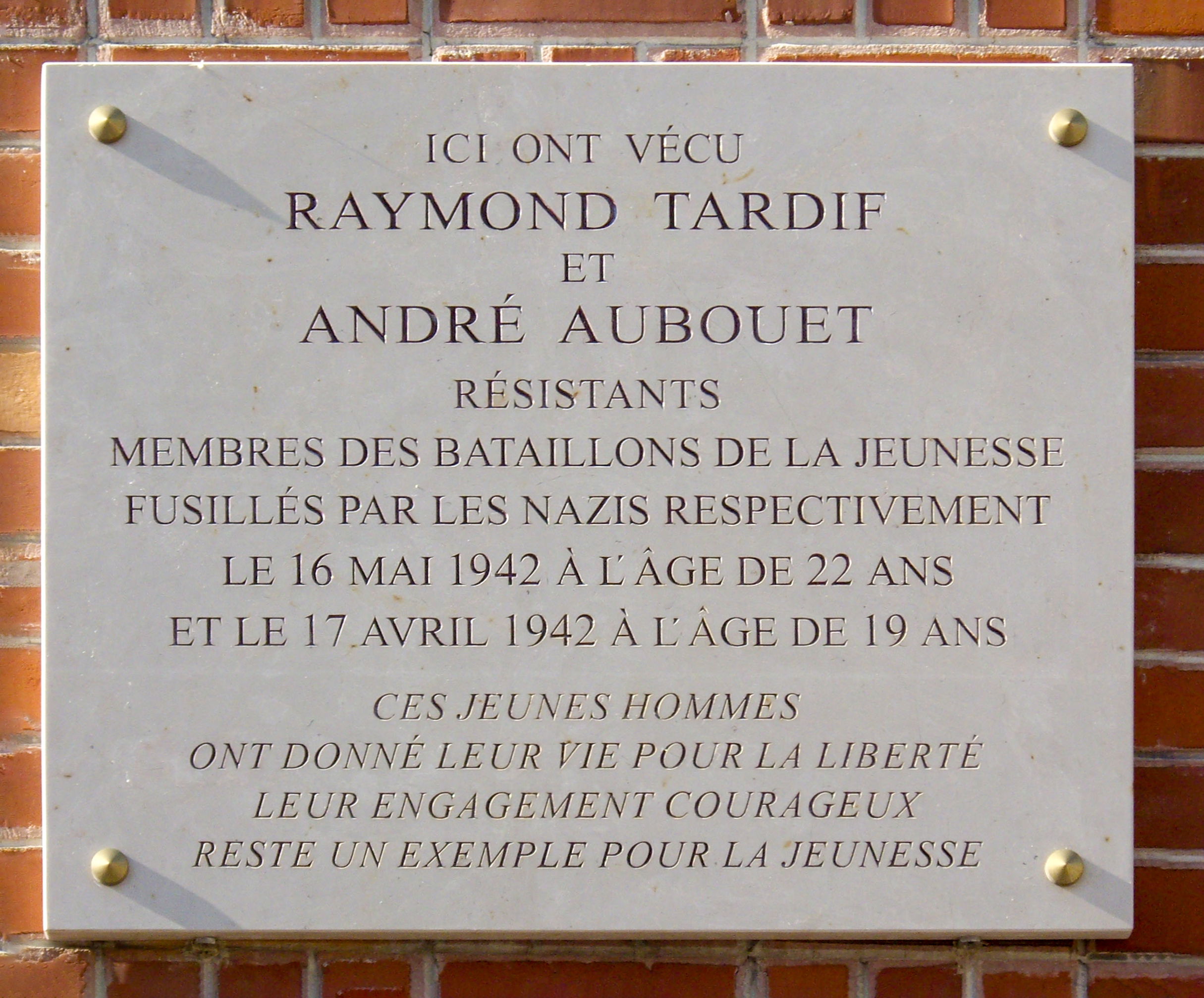
Plaque en mémoire de Raymond Tardif et André Aubouet au 156 rue Raymond-Losserand à Paris.

- Marcel Bourdarias, dit « Alain », 23 janvier 1924 - 17 avril 1942
- Gilbert Brustlein, 20 mars 1919 - 25 février 2009
- Danielle Casanova, née Vincentella Perini, 9 janvier 1909 - Auschwitz, 9 mai 1943
- Louis Coquillet, dit « René », 6 mars 1921 - 17 avril 1942
- Camille Drouvot, 18 mai 1919 - 16 mai 1942
- Eusebio Ferrari, 9 octobre 1919 - 18 février 1942
- Jean Garreau, 27 août 1912 - 17 avril 1942
- Henri Gautherot, 2 mai 1920 - 19 août 1941
- Pierre Georges dit « Colonel Fabien », 21 janvier 1919 - 27 décembre 1944
- Albert Gueusquin dit « Bob », 7 avril 1921 - 9 juillet 1943
- Spartaco Guisco, 20 octobre 1911 - 17 avril 1942
- Roger Hanlet, 4 décembre 1922 - 9 mars 1942
- Félicien Joly, 28 décembre 1919 - 15 novembre 1941
- André Kirschen, 11 août 1926 - 29 décembre 2007
- Bernard Laurent, 11 septembre 1921 - 17 avril 1942
- Pierre Milan, 29 août 1924 - 9 mars 1942
- Albert Ouzoulias, 20 janvier 1915 - 28 novembre 1995
- Robert Peltier, 9 octobre 1921 - 9 mars 1942
- Jean Quarré, 22 septembre 1919 - 17 avril 1942
- Christian Rizo, 30 mai 1922 - 9 mars 1942
- Karl Schönhaar, 20 novembre 1924 - 17 avril 1942
- Acher Semahya, 10 novembre 1915 - 9 mars 1942
- Frédéric Sérazin, 7 mars 1906 - 15 juin 1944
- Raymond Tardif, 21 août 1920 - 16 mai 1942
- Pierre Tirot, 13 juin 1906 - 17 avril 1942
- Georges Tondelier, 6 mai 1921 - 11 juin 1942
- Maurice Touati, dit « Albert », 13 août 1920 - 17 avril 1942
- Pierre Tourette, 12 janvier 1917 - 17 avril 1942
- Rene Toyer dit « Pierrot », 17 septembre 1921 - 17 avril 1942
- Samuel Tyszelman, 14 mars 1921 - 19 août 1941
- Fernand Zalkinow, 29 septembre 1925 - 9 mars 1942